# Rastro de Santa Fe
El problema del Rastro de Santa Fe es un problema de Programación genética en el cual hormigas artificiales buscan unidades de comida utilizando para ello una serie de instrucciones como pueden ser avanzar, girar a la derecha, o girar a la izquierda. El diseño del rastro de comida en el problema del rastro de Santa Fe se ha convertido en estándar a la hora de comparar diferentes soluciones y algoritmos de programación genética.
El objetivo del problema consiste en evolucionar la hormiga de manera que se obtenga un algoritmo con el que la hormiga consiga comer el máximo de unidades de comida posible. En algunos casos se añade como objetivo que lo consiga en el mínimo de pasos posible.

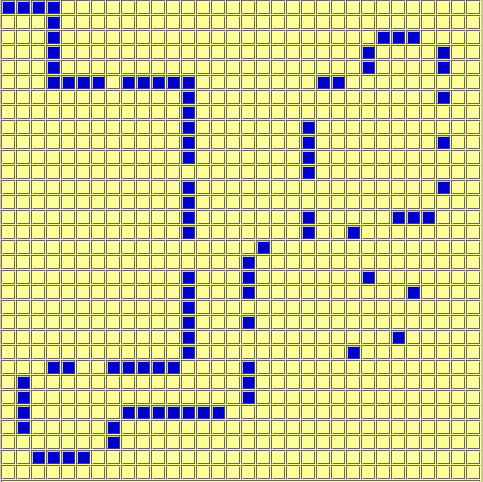
SantaFeTrail